# Maiblumengehege

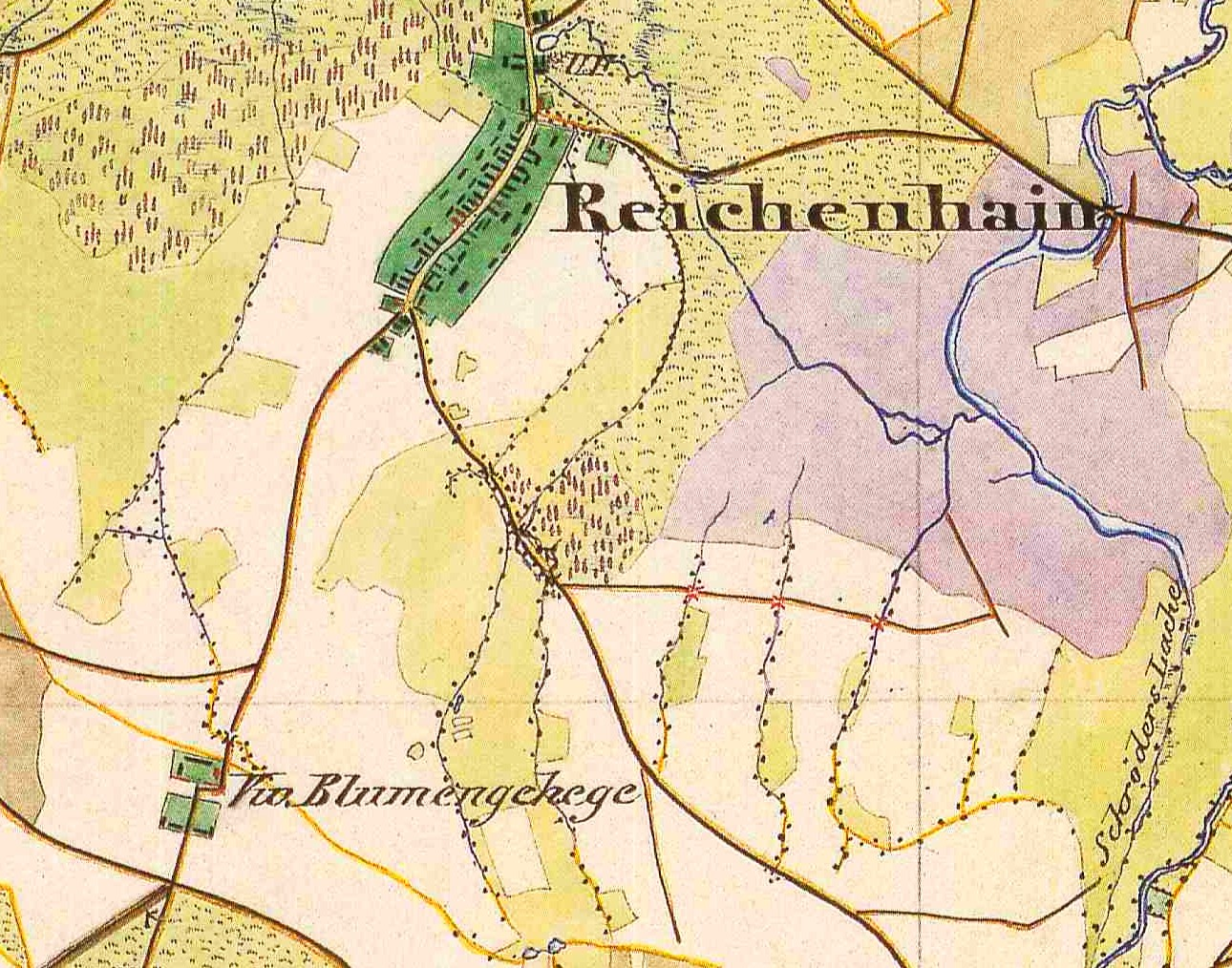
Urmeßtischblatt von 1846

Maiblumengehege auf einer geschichtlichen Karte des Kreises Liebenwerda (1910).

Maiblumengehege ist ein ehemaliges Vorwerk im südbrandenburgischen Landkreis Elbe-Elster und   amtlich ausgewiesener Wohnplatz, der zur Gemeinde Röderland gehört. Es befindet sich etwa einen Kilometer südlich des Ortsteils Reichenhain in unmittelbarer Nähe der brandenburgisch-sächsischen Grenze in der Niederung der Großen Röder, welche etwa einen Kilometer östlich fließt. Durch Maiblumengehege verläuft der einstige Verbindungsweg von Reichenhain nach Nauwalde. 
Das Vorwerk gehörte ursprünglich zum Besitz des Rittergutes Saathain. Seinen Namen erhielt es von einer hier gelegenen umhegten beziehungsweise eingefriedeten Waldmark. Bereits für das Jahr 1835 wurde es in einer in der heimatkundlichen Schriftenreihe Schwarze Elster erschienenen „Übersicht der Bevölkerung und des Viehstandes“ mit der schlichten Bezeichnung Gehege als Bestandteil des Saathainer Rittergutes aufgezählt. Aber bereits in den 1836 veröffentlichten Landtagsakten des Sächsischen Landtags wird es in einer den Elsterwerda-Grödel-Floßkanal betreffenden Petition schon als zu Saathain gehöriges Vorwerk Maiblumengehege bezeichnet. Auf dem Urmesstischblatt aus dem Jahre 1846 trägt es die Bezeichnung Vorwerk Blumengehege. In einer weiteren topografischen Karte aus der Mitte des 19. Jahrhunderts ist es als Vorwerk Gehege verzeichnet. Während es im Amtsblatt der Regierung zu Merseburg 1870 wieder als Maiblumengehege bezeichnet wurde, taucht das Vorwerk in einer Auflistung der damals neugeschaffenen Amtsbezirke abermals nur als Gehege auf. Hier gehörte es zum Amtsbezirk Saathain, dessen Vorsteher damals der Saathainer Rittergutsbesitzer Koch war.
Das Vorwerk entwickelte sich schließlich zu einer kleinen Siedlung mit mehreren Anwesen und wurde ein Ortsteil des benachbarten Dorfes Reichenhain. Maiblumengehege war ursprünglich wie Saathain nach Stolzenhain eingepfarrt, kam aber Anfang der 1930er Jahre zu Würdenhain. Zusammen mit Reichenhain wurde die Siedlung am 26. Oktober 2003 in die neugebildete Gemeinde Röderland eingegliedert.